# Moussa Wiawindi
Moussa Wiawindi (* 4. Oktober 1966) ist ein zentralafrikanischer Boxer.
Er trat bei den Olympischen Sommerspielen 1988 in Seoul an. Im Halbmittelgewichtsturnier schied er in seinem Erstrundenkampf gegen François Mayo aus.